# Stefani Stoewa

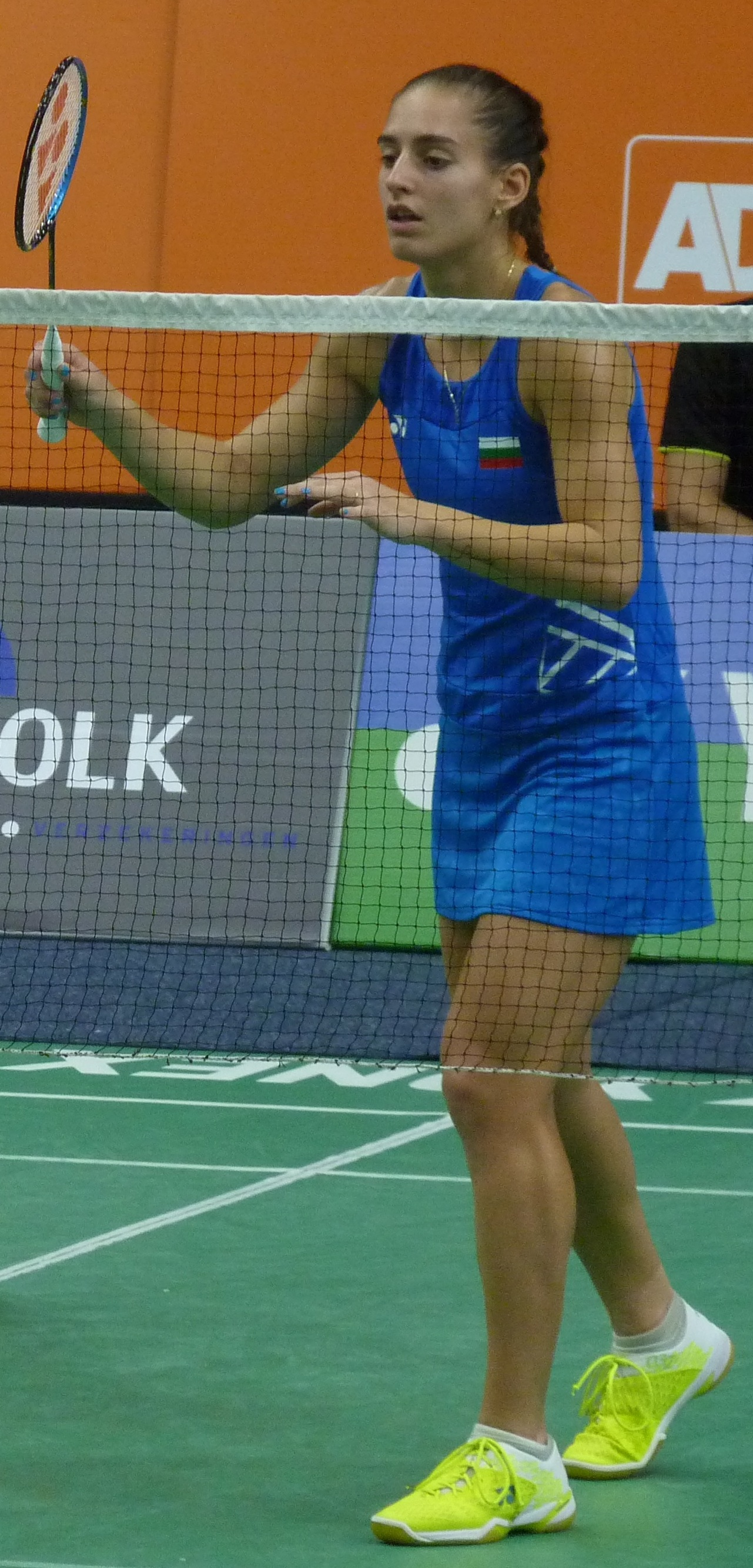
Stefani Stoewa, 2018

Stefani Stoewa (bulgarisch Стефани Стоева; englisch Stefani Stoeva; * 23. September 1995 in Galabowo) ist eine bulgarische Badmintonspielerin.

## Karriere
Stefani Stoewa gewann bei der Badminton-Jugendeuropameisterschaft 2011 Gold im Dameneinzel. 2012 verteidigte sie ihren Titel im Dameneinzel und gewann zusätzlich noch mit ihrer Schwester Gabriela das Damendoppel. Im Jahr zuvor hatte sie bei den Erwachsenen bereits Gold bei der Balkanmeisterschaft gewonnen. 2011 siegte sie auch bei den Hungarian International und den Türkiye Open Antalya. Bei den bulgarischen Badmintonmeisterschaften erkämpfte sie sich sowohl 2010 als auch 2011 Silber. 2012 gewann sie zusammen mit ihrer Schwester das Damendoppel bei den Bulgarian International. Diesen Erfolg konnten sie 2013 wiederholen. 2014 gewannen beide die Slovenia International, die sie selbst im Einzel ebenfalls noch erfolgreich gestalten konnte. 2015 gewannen die beiden die Goldmedaille im Damendoppel bei den Europaspielen. 2023 folgte der Gewinn der Scottish Open und der Welsh Open sowie 2024 der Sieg bei den Dutch Open. 2025 gewannen sie die Italian Open.